# Daniele Sasson
Daniele Sasson (Siena, 15 novembre 1945 – Siena, 25 maggio 2021) è stato un fotografo e artista italiano.

## Biografia
Formatosi nella città natale, dalla fine degli anni sessanta si è interessato in particolare al linguaggio fotografico approfondendo tecniche sperimentali come monotipi e interventi manuali con viraggi ed altri additivi chimici fotografici.
A partire dal 1984 s’interessa anche a esperienze di Mail–art e Copy-art partecipando ad alcune importanti manifestazioni del settore in Italia e all'estero.
Nel 1985 entra a far parte del gruppo bolognese PostMachina e nel 1986 viene inserito nella sezione italiana della “Iere Biennale Internationale pour la Photographie d'Art et de Recherche” di Parigi, organisé par le GERMS, e partecipa alla International Copier Art Exhibition '86, Halifax, organizzata dalla Technical University of Nova Scotia, National Postal Museum Ottawa, Canada.
Nel 1987 promuove ed organizza a Siena una manifestazione internazionale di Mail/Copy–art per l’Anno Europeo dell’Ambiente con la partecipazione di 97 autori di 16 nazioni.
Nel 1988 la sua opera Sindone Elettrografica è inserita nella "2Bienal Internacional Elecrografia y Copy Art" di Valencia, Spagna.
Negli anni 1988 e 1989 ha collaborato, per l'organizzazione espositiva, con La Sala da Tè di Urbino.
Nel 1991 partecipa alla "Rassegna internazionale del libro d’artista", organizzata a Barletta (BA) a cura di Ruggero Maggi.
Nel 1995 partecipa con l'opera Sindone elettrografica alla collettiva curata da Carlo Branzaglia "Fotocopie Italiane" al Museo Ken Damy di Brescia, presentazione in catalogo con contributi di Renato Barilli, Giovanni Baule, Bruno Munari.
Nel 2014 viene selezionato per la II° Esposizione Triennale di Arti Visive Roma per la direzione artistica Daniele Radini Tedeschi e con la presentazione di Achille Bonito Oliva.
Nel 2016 viene ospitato per meriti artistico-culturali dal WAC Association World Art and Culture a Tokyo nel 150º Anniversario dell'Amicizia Japan – Italy.
A partire dal 2004, il sodalizio con l'Istituto Prof.le "G. Caselli" di Siena ha portato alla realizzazione di originali ed importanti eventi che hanno coinvolto Istituti scolastici della città e della provincia, tra cui vanno menzionati "Il Giorno della memoria" (2004-2005), "XX Autori per il muro" (2009-2010), Festa della Toscana (2010), "Fratelli di Bruto… e d’Italia" (2011) per il 150º anniversario dell’Unità d’Italia (2010-2011), "I° Premio Ezio Felici" (2011).
Evento annuale degno di nota è divenuto Mnèmon, giunto nel 2017 alla VII edizione, un apprezzato appuntamento formativo e culturale, quale memoria di tutte le persecuzioni perpetrate nel XX secolo. Per l'iniziativa "LIBERAaSiena" ha organizzato un importante evento (2012) che ha coinvolto oltre 500 alunni di Scuole e Istituti di Siena e provincia.
Sasson è morto improvvisamente il 25 maggio 2021.

## Il Prisma Multimedia
Nel 1981, assieme ad altri fotografi, fonda a Siena il centro culturale Il Prisma Multimedia, che si è caratterizzato fino al 1988 per una un’intensa attività espositiva nella propria galleria, dove hanno esposto numerosi fotografi ed artisti di fama internazionale, tra cui, il Gruppo di Piombino, promosso e organizzato da Mauro Tozzi.
Dopo la chiusura della galleria, il centro ha continuato la sua attività esponendo in varie manifestazioni, attraverso un’assidua collaborazione con singoli artisti, Enti pubblici, Associazioni culturali e Istituzioni Scolastiche Statali.
Daniele Sasson, come direttore artistico, ha collaborato dal 2012 fino alla chiusura per Covid con l’Università di Siena per la programmazione delle mostre alla Sala Rosa.
Nel 2016, per il 35º anniversario dell'apertura della galleria, viene promossa la manifestazione Gli Sguardi e le Parole, comprendente la mostra Evidentia con le immagini dei soci fondatori Bruno Di Blasi, Daniele Sasson, Gianfranco Sciarra e Mauro Tozzi, ed il convegno Confesso che ho vissuto, per ricordare la figura di scienziato, ecologista e fotografo di Gianfranco Sciarra (1952-2015) ad un anno dalla scomparsa.

## Collezioni
Sue opere sono presenti in collezioni private italiane ed estere, tra cui:
l’Archivio Fotografico Toscano di Prato, il Museo di fotografia Ken Damy di Brescia, il Museum für Fotokopie di Mülheim an der Ruhr (Germania), il Museo d'arte moderna, dell'informazione e della fotografia di Senigallia (AN), il Museo civico e della mail art di Montecarotto (AN), l’Archivio della Technical University of Halifax-Nova Scotia (Canada), CAAC – Colecciones y Archivos de Arte Contemporáneo UCLM di Cuenca (Spagna), Comune di Radicofani (SI), Banca CRAS Credito Cooperativo Chianciano Terme-Costa Etrusca-Sovicille, Biblioteca multimediale Roberto Ruffilli di Bologna, Istituto Professionale “G. Caselli” Siena.

## Pubblicazioni
Nel 1983 pubblica insieme al poeta senese Luigi Oliveto il Cantico dei Cantici, nota introduttiva di Ferruccio Masini.
Nel 1984 cura un testo storico–didattico sulla fotografia dal titolo Photographia per il Sistema Bibliotecario Provinciale (Assessorato Istruzione e Cultura Provincia di Siena) e nel 1989 lo stesso Ente pubblica L’arte Schiacciabottone, un volume storico–critico sul fenomeno della Copy–art, prima e unica edizione pubblicata sull'argomento in Europa sino a tale data ed inserito in alcune tesi di laurea e dottorato.

## Recensioni
- Progresso Fotografico, aprile 1984
- Image n. 6, 1984
- Erba d’Arno n. 15, 1984
- Art/Life vol. 7, n. 10, Hamden, Connecticut, U.S.A., 1987
- Ca$ino news, Milano, 1987
- Fotocopia della Copy Art, Milano, 1988
- Electroworks, Museo dell'Informazione, Senigallia, 1988
- Brain Cell (1988, 1989, 1990, Osaka, Japan)
- Pro letture, Roma, 1889
- La Gazzetta cultura, Emanuele Bugatti, Ancona, 1889
- Disegno, magazine a stampa, Milano, 1990
- Oltre L’Impronta, Milano, 1990
- Images Art Life, anno IV, n. 14, 1990
- Copy Art, Ulisse edizioni, 1991
- D&C Clic Clicquot, Grafis Edizioni, Bologna, 1993
- Fotocopie, Edizioni Azzurra, Milano, 1994
- Cenacol–Azione, Xeros–Art, Ricoh, 1995
- Copy Art, Stamp Art & Other Relative Trends with Addresses, Projects, Publications & Exhibition Events. Works and Publications by the People of the First Network. Géza Perneczky, Germany (2003, Volume 2, O – Z)
- 2nd Life Art, CAR, Reed Business Information, Milano, 2010
- Personaggio della settimana. L'Arte nel Sangue, Il Gazzettino senese, 5 aprile 2011
- Esposizione Triennale di Arti Visive Roma 2014, Tiltestetica a cura di Daniele Radini Tedeschi, Editoriale Giorgio Mondadori, 2014
- Artistivì, video intervista di Federico Caloi, Canale Italia160, 2014
- Frammento Toscano per il Centenario della nascita di Mario Luzi 1914–2014, videointervista di Fabrizio Borghini per Incontri con l'Arte, Toscana TV, 2014
- Fotografi in Toscana di Fabrizio Borghini, Collana Artisti in Toscana, in collaborazione con FIAF, Toscana Cultura, Masso delle Fate Edizioni. Presentazione Caffè delle Giubbe Rosse, Firenze, 17 ottobre 2014
- Peregrinazioni senesi di un poeta all'inizio del cammino di Roberto Barzanti. Rivista dell’Accademia dei Rozzi, Siena. Anno XXI n. 41, 2014
- Artantis, trimestrale d’Arte, anno 5 n. 19, nota di Araxi Ipekjian, Editore Artantis, Napoli, 2015
- Artisti contemporanei in Terra di Siena, note di Enzo Carli, Ferruccio Masini, Alessandro Fo, Beatrice Cappelli, Claudio Marra, Daniele Radini Tedeschi, Ed. Toscana Cultura, 2015

## Edizioni
- Cantico dei Cantici, 1983, Editori del Grifo, Montepulciano, Siena.
- Photographia, 1984, Sistema Bibliotecario Provinciale, Siena.
- Postmachina, Catalogo 1986, PostMachina, Bologna.
- Almanacco Novissimo, 1986, PostMachina, Bologna.
- Piccolo Nemo, 1987, PostMachina, Bologna.
- Ricordando Man Ray, 1987, TRAX UNIA4, Udine.
- Presenze Futuriste, 1987, TRAX UNIA4, Udine.
- Rispondere a Toner, 1987, TRAX UNIA4, Udine.
- Italian Connection, 1987, TRAX UNIA4, Udine.
- L’Arte Schiacciabottone, 1989, Assessorato alla Cultura Provincia di Siena.
- Oltre l'Impronta, 1990, Xeros Center, Milano
- Electrografias, Colleccion Museo Internacional de Electrografia, Universidad de Castilla-La Mancha, Cuenca 1991.